# A.U.S.A.
A.U.S.A. é uma sitcom estadunidense de curta duração, exibida originalmente pela NBC entre Fevereiro de Abril de 2003. O programa foi criado por Richard Appel, que anteriormente, havia vencido um Primetime Emmy por seu trabalho em The Simpsons e The King of the Hill.

## Sinopse
Adam Sullivan é um promissor jovem da A.U.S.A., cuja inteligência é testada para manter o sucesso na carreira e nos romances. No trabalho, ele enfrenta casos contra Susan Rakoff, uma bonita defensora pública que considera os advogados da A.U.S.A. verdadeiros inimigos do povo. Adam também é desafiado pelo supervisor, Geoffrey Laurence, e Wally. Ao lado do jovem está Ana Rivera, uma ex-policial com experiência nas ruas. Owen Harper é o companheiro de quarto de Adam, que tenta lembrar ao companheiro as belezas da vida fora dos tribunais.

## Elenco
- Scott Foley	 como 	Adam Sullivan
- Amanda Detmer	como 	Susan Rakoff
- Eddie McClintock	como 	Owen Harper
- Ana Ortiz	como 	Ana Rivera
- Peter Jacobson	como 	Geoffrey Laurence
- John Ross Bowie	como 	Walter 'Wally' Berman

## Episódios
A.U.S.A. consistiu de uma única temporada com 12 episódios, dos quais, quatro nunca foram ao ar nos Estados Unidos.
| # | Título                           | Exibição Original     |
| - | -------------------------------- | --------------------- |
| 1 | Pilot                            | 2003, 4 de Fevereiro  |
| 2 | Rich Man, Poor Man               | 2003, 11 de Fevereiro |
| 3 | 12 Happy Grandmothers            | 2003, 18 de Fevereiro |
| 4 | Till Death Do Us Part            | 2003, 25 de Fevereiro |
| 5 | The Joint Report... A Love Story | 2003, 4 de Março      |
| 6 | Walter's First Lawsuit           | 2003, 11 de Março     |
| 7 | Sullivan, Rakoff, & Associate    | 2003, 18 de Março     |
| 8 | The Kiss                         | 2003, 1 de Abril      |